# Traducción de la Biblia de Joseph Smith

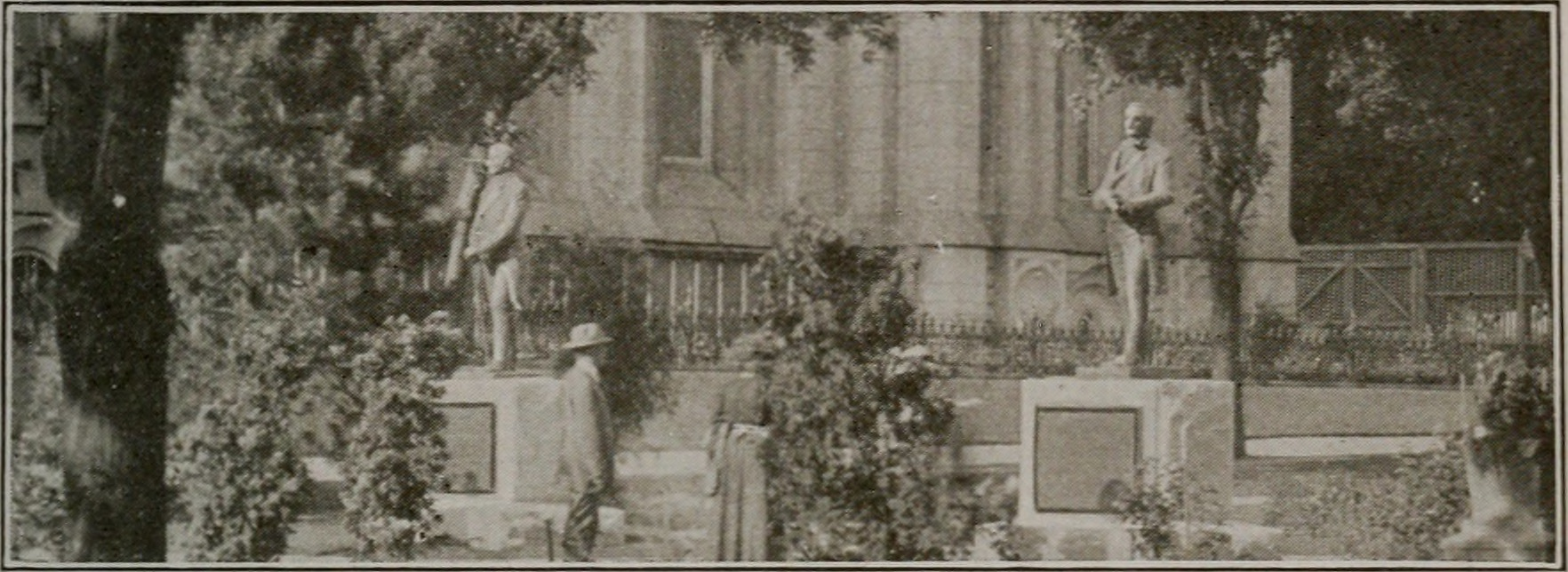
Estatuas de Joseph Smith y Hyrum Smith

La Traducción de Joseph Smith (TJS, en inglés Joseph Smith Translation, JST), también llamada Versión Inspirada de las Santas Escrituras (VI, en inglés Inspired Version, IV), es una revisión de la Biblia por parte de Joseph Smith, el fundador del Movimiento de los Santos de los Últimos Días, también conocido como mormonismo. Smith consideró este trabajo como «una rama de su vocación» como profeta. Smith fue asesinado antes de que lo considerara completo, aunque la mayor parte de su trabajo se realizó aproximadamente una década antes. El trabajo es básicamente la versión de la Biblia del Rey Jacobo con algunas adiciones y revisiones significativas. Se considera un texto importante y parte del canon para la iglesia mormona, anteriormente denominada como la Iglesia Reorganizada de Jesucristo de los Santos de los Últimos Días, y de otras iglesias adherentes al mormonismo. Ciertas selecciones de la Traducción de Joseph Smith también se incluyen en las notas al pie de página y en el apéndice de la Versión del Rey Jacobo de la Biblia publicada por los SUD, pero la Iglesia de Jesucristo de los Santos de los Últimos Días (también conocida como iglesia mormona o iglesia SUD) solo ha canonizado oficialmente ciertos extractos que aparecen en su texto sagrado la Perla de gran precio. Estos extractos son la revisión del Libro de Moisés y de parte del Evangelio de Mateo por Joseph Smith.

## Traducción

### El término «traducción»
El término «traducción» tenía un significado más amplio en 1828 que en la actualidad, y el trabajo de Smith se consideró en ese momento una revisión del texto en inglés, en lugar de una traducción entre idiomas. Se sabe que Smith no había estudiado hebreo o griego para producir el manuscrito TJS / VI, aunque posteriormente Smith estudió hebreo desde 1836 en adelante.

### El trabajo de revisión
El TJS / VI tenía la intención de restaurar lo que Smith describió como «muchos puntos importantes que tocaban la salvación de los hombres, [que] habían sido tomados de la Biblia o perdidos antes de que se compilaran». Así como el trabajo no era un traducción literal de documentos antiguos, tampoco fue un proceso automático e infalible donde las palabras y frases «correctas» simplemente fueron reveladas a Smith en forma final. Al igual que con las otras traducciones de Smith, informó que se vio obligado a «estudiarlo en [su] mente» como parte del proceso revelador. Durante el proceso, Smith ocasionalmente revisó un pasaje de las Escrituras en un momento posterior para darle una «traducción más clara», debido a conocimiento adicional o revelación sobre un tema que había recibido desde la primera vez que «re-tradujo» el pasaje.
Philip Barlow observa los seis tipos básicos de cambios:
- Adiciones largas que tienen poco o ningún paralelismo bíblico, como las visiones de Moisés y Enoc, y el pasaje sobre Melquisedec
- Los cambios de «sentido común» (por ejemplo, Génesis 6:6 «y se arrepintió al Señor de haber hecho hombre» se revisa en Moisés 8:25 para leer: «Y se arrepintió de Noé, y su corazón estaba dolido porque el Señor había hecho hombre». Dios, siendo perfecto, no necesita arrepentimiento.)
- «Adiciones interpretativas», a menudo señaladas por la frase «o en otras palabras», que se agrega a un pasaje para aclarar
- «Armonización», pasajes conciliados que parecían estar en conflicto con otros pasajes
- «No es fácilmente clasificable», con frecuencia se cambia el significado, a menudo de manera idiosincrásica
- Mejoras gramaticales, aclaraciones técnicas y modernización de términos (con mucho, el más común dentro del TJS / VI)

El TJS / VI fue un trabajo en progreso durante todo el ministerio de Smith, la mayor parte entre junio de 1830 y julio de 1833. Algunas partes de la revisión (Libro de Génesis y los cuatro Evangelios) se completaron de principio a fin, incluidos los versos sin cambios de la Biblia del Rey Jacobo; algunas partes fueron revisadas más de una vez, y otras revisaron un verso a la vez. Los manuscritos fueron escritos, reescritos, y en algunos casos, ediciones adicionales fueron escritas en las columnas, fijadas al papel o adjuntas de otro modo. Smith confió en una versión de la Biblia que incluía los apócrifos, y marcó la Biblia a medida que se examinaban los versos (los textos apócrifos no se incluyeron en el TJS).
Para 1833, sintió que estaba lo suficientemente completo como para que pudieran comenzar los preparativos para la publicación, aunque la falta continua de tiempo y los medios impidieron que apareciera en su totalidad durante su vida. Continuó haciendo algunas revisiones y preparando el manuscrito para imprimir hasta que fue asesinado en 1844. En cuanto a la integridad del TJS / VI tal como lo tenemos, Matthews ha escrito:

El manuscrito muestra que Smith recorrió la Biblia desde Génesis hasta Apocalipsis. Pero también muestra que no hizo todas las correcciones necesarias en un solo esfuerzo. Esta situación hace que sea imposible dar una respuesta estadística a las preguntas sobre cuánto de la Traducción se completó o cuánto no se completó. Sin embargo, lo que es evidente es que cualquier parte de la Traducción podría haber sido tocada y mejorada por la revelación y la enmienda adicional de Smith.

El erudito SUD Royal Skousen discute si uno debería asumir que cada cambio realizado en el TJS / VI constituye un texto revelado. Además de los argumentos que pueden formularse a partir del texto real de la TJS / VI, hay preguntas sobre la fiabilidad y el grado de supervisión que se les dio a los escribas que participaron en la transcripción, copia y preparación del texto para su publicación. Las diferencias también son evidentes en la naturaleza del proceso de revisión que tuvo lugar en las diferentes etapas del trabajo. Por ejemplo, mientras que una proporción significativa de los pasajes de Génesis que han sido canonizados como el Libro de Moisés «[parece] un texto revelado palabra por palabra», la evidencia de un estudio de dos secciones en el Nuevo Testamento que fue revisado dos veces indica que el «Nuevo Testamento no se revela palabra por palabra, sino en gran parte depende de las diferentes respuestas de Joseph Smith a las mismas dificultades en el texto».

### Uso de otros textos
Algunos estudiosos consideran que Smith tuvo acceso a pseudoepígrafos del Antiguo Testamento e incluyó ideas de estos textos en su traducción.
En 2017, los académicos de la Universidad Brigham Young publicaron una investigación que sugiere que Smith tomó prestado mucho del famoso comentario bíblico del teólogo metodista Adam Clarke. Los autores sostienen que «los paralelos directos entre la traducción de Smith y el comentario bíblico de Adam Clarke son simplemente demasiado numerosos y explícitos para plantear la casualidad o la coincidencia coincidente». Los autores afirman además que esta evidencia es suficiente para «demostrar la confianza abierta de Smith en Clarke...» antes de sugerir que Sidney Rigdon probablemente fue responsable de instar a utilizar el material fuente de Clarke. Posteriormente, en una entrevista de mayo de 2018, uno de los investigadores indicó que proporcionaron copias a la Primera Presidencia y al Quórum de los Doce Apóstoles de la iglesia SUD. Esto provocó una reunión entre el investigador principal y las autoridades generales de la iglesia no identificadas, después de lo cual un autor afirma en la entrevista que «obtuvimos luz verde» sobre la publicación del manuscrito.

## Desarrollo doctrinal
Muchas de las revisiones de Smith a la Biblia condujeron a desarrollos significativos en las doctrinas del mormonismo. Durante el proceso de traducción, cuando se encontró con problemas bíblicos problemáticos, Smith a menudo dictaba revelaciones relevantes para sí mismo, sus asociados o la iglesia. Aproximadamente la mitad de las revelaciones en Doctrina y Convenios están relacionadas de alguna manera con este proceso de traducción, incluidos los antecedentes sobre los apócrifos, los tres grados de gloria, la naturaleza eterna del matrimonio y el matrimonio plural, enseñanzas sobre el bautismo por los muertos, y varias revelaciones sobre el sacerdocio.
En general, 3410 versículos en las ediciones impresas de TJS / VI difieren en la construcción textual de la Biblia del Rey Jacobo (esto usa la numeración de versos del TJS / VI como base para la comparación). Del total de 1289 versículos cambiados en el Antiguo Testamento, 25 corresponden a las adiciones del Libro 1 de Moisés capítulo 1, y 662 ocurren en el Libro del Génesis. Por lo tanto, más de la mitad de los versículos cambiados en el Antiguo Testamento TJS / VI y el 20 por ciento de los de toda la Biblia TJS / VI están contenidos en Moisés capítulo 1 y Génesis, y las modificaciones más extensas ocurren en los capítulos 1–24 de Génesis. Como proporción del recuento de páginas, los cambios en Génesis ocurren cuatro veces más frecuentemente que en el Nuevo Testamento y veintiún veces más frecuentemente que en el resto del Antiguo Testamento. Los cambios en Génesis no solo son más numerosos, sino también más significativos en el grado de expansión doctrinal e histórica. Jeffrey M. Bradshaw ha sugerido que una razón para este énfasis puede haber sido «la tutoría temprana en las doctrinas relacionadas con el templo recibidas por Joseph Smith cuando revisó y expandió Génesis 1–24, junto con su traducción posterior de pasajes relevantes en el Nuevo Testamento y, por ejemplo, las historias de Moisés y Elías». Evidencia adicional sugiere que el Libro de Moisés en sí podría verse como un texto del templo, en el sentido discutido por el profesor de BYU John W. Welch.

## Publicación y uso de la Comunidad de Cristo
Joseph Smith fue asesinado antes de la publicación del TJS / VI. A su muerte, los manuscritos y documentos relacionados con la traducción fueron retenidos por su viuda, Emma Smith, quien no los entregó al Quórum de los Doce aunque Willard Richards, aparentemente actuando en nombre de Brigham Young, le solicitó los manuscritos. En consecuencia, cuando los seguidores de Young se mudaron a Salt Lake City, lo hicieron sin la nueva traducción de la Biblia.
Después de la muerte de Smith, John Milton Bernhisel le pidió permiso a Emma Smith para usar el manuscrito para copiar notas en su propia Biblia del Rey Jacobo. Bernhisel pasó gran parte de la primavera de 1845 trabajando en este proyecto. La iglesia SUD tiene la Biblia de Bernhisel en sus archivos, pero contiene menos de la mitad de las correcciones y no es adecuada para su publicación. Durante muchos años, la «Biblia Bernhisel» fue la única fuente TJS / VI para los miembros de la iglesia SUD que vivían en el Valle de Salt Lake.
En 1866, Emma Smith  dejó los manuscritos bajo la custodia de la Iglesia Reorganizada de Jesucristo de los Santos de los Últimos Días (Iglesia RLDS), de la cual era miembro, y su hijo Joseph Smith III su profeta y presidente. En 1867, la iglesia RLDS publicó la primera edición del TJS / VI y obtuvo los derechos de autor. La iglesia RLDS, ahora denominada como Comunidad de Cristo, aún conserva los manuscritos originales y publica la «Versión inspirada de las Sagradas Escrituras» a través del Herald House, su brazo editorial. El derecho de autor expiró en la edición de 1867 y una reproducción privada de fotos de esa edición fue publicada por una empresa privada. En 1944, la iglesia RLDS emitió una «nueva edición corregida» que eliminó algunos de los errores cometidos en la edición original de 1867.

## Beca sobre manuscritos TJS / VI
Debido a que los eruditos SUD aún no habían tenido la oportunidad de comparar la edición TJS / VI de la iglesia RLDS de 1944 con los manuscritos originales, su aceptación inicial por parte de los miembros de la iglesia SUD fue limitada. A partir de la década de 1960, las exploraciones de los fundamentos textuales del TJS / VI comenzaron en serio con el trabajo pionero del académico de CofC Richard P. Howard y el erudito SUD Robert J. Matthews. El resumen de Matthews de un estudio exhaustivo corroboró las afirmaciones de RLDS de que las ediciones de 1944 y posteriores del TJS / VI constituyeron una representación fiel del trabajo de Smith y sus escribas, en la medida en que los manuscritos se entendieron entonces. Con un esfuerzo minucioso durante un período de ocho años, y con la plena cooperación de la Comunidad de Cristo, se publicó una transcripción facsímil de los manuscritos originales de la TJS / VI en 2004.

## Posición de la iglesia SUD respecto de la TJS / VI
La iglesia SUD acepta muchos de los cambios encontrados en el TJS / VI como doctrinalmente significativos. Joseph Smith – Mateo y el Libro de Moisés, que contienen traducciones y expansiones reveladoras de Mateo 24 y Génesis 1–7, respectivamente, están incluidos en la Perla de gran precio; por lo tanto, son los únicos textos del TJS / VI que la iglesia SUD ha canonizado como parte de sus obras estándar. Además, más de seiscientos de los versículos más significativos doctrinalmente de la traducción se incluyen como extractos en la edición actual de la iglesia SUD de la Biblia del Rey Jacobo. Este paso ha asegurado un aumento en el uso y aceptación del TJS / VI en la iglesia SUD hoy. Un editorial de 1974 de Church News, propiedad de la iglesia SUD declaró:

«La versión inspirada no reemplaza a la versión del Rey Jacobo como la versión oficial de la Biblia de la iglesia, pero las explicaciones y los cambios realizados por el profeta Joseph Smith proporcionan iluminación y comentarios útiles sobre muchos pasajes bíblicos».

Con respecto al TJS / VI, Bruce R. McConkie (1915–1985) del Quórum de los Doce Apóstoles dijo: «La Traducción de Joseph Smith, o Versión Inspirada, es mil veces mejor que la mejor Biblia que existe actualmente en la tierra».